# Championnat de Suède féminin de football
Le championnat de Suède féminin de football, aussi appelé Damallsvenskan et officiellement OBOS Damallsvenskan pour des raisons de parrainage, est le championnat féminin de football suédois de plus haut niveau. Il a été créé en 1973 par la Fédération suédoise de football (SVFF).
Après deux décennies de championnat composées de groupes régionaux et d'une phase finale, c'est en 1988 qu'apparait le premier championnat féminin composé d'un seul groupe national. Ce n'est cependant que depuis 1993 qu'il n'existe plus de phase finale de fin de championnat, sauf pour les saisons 1998 et 1999. À partir de 2013, la fédération a décidé de réorganiser le football féminin, faisant notamment passer le nombre de clubs de première division de douze à dix.
Le FC Rosengård est le club qui a remporté le plus de titres de première division (13) alors que l'Älvsjö AIK FF détient le record du nombre de victoires consécutives (5).

## Évolution du règlement
Le championnat de Suède de football féminin met aux prises douze clubs en une poule unique. Cette formule en poule unique de douze clubs fut mise en place en 1988. De 1973 à 1988, les équipes étaient divisé dans plusieurs groupes régionaux et une phase finale était organisée en fin de saison. De 1988 à 1992 ainsi qu'en 1998 et 1999, la compétition comprenait une phase finale. Entre 1992 et 1997 et depuis 2000, le champion est l'équipe ayant fini en tête à l'issue de la phase régulière de championnat.
À partir de la saison 2013, l'élite suédoise devrait passer de douze à dix clubs, et les équipes se rencontreront à trois reprises. Les deux poules de Division 1 (Söderettan et norrettan) qui comptaient douze équipes chacune, seront remplacées par un seul groupe (Damettan) de quatorze équipes. La réforme prévoit également le remplacement des neuf groupes de dix équipes en Division 2 par six groupes de douze équipes. La Division 3 sera elle aussi touchée puisque celle-ci passera de 27 à 18 groupes de 10 à 12 équipes.

## Qualifications européennes
La Coupe féminine de l'UEFA est créé en 2001, et permet ainsi aux clubs champion de Suède de pouvoir participer au premier tour de qualification de la compétition. L'Umeå IK, champion en 2000, est le premier club à participer à cette compétition.
En 2009, la Coupe féminine de l'UEFA est réformé et devient la Ligue des champions féminine de l'UEFA. Dans ce nouveau format, le champion de Suède est directement qualifié pour participer à la phase finale de la compétition alors que le vice-champion doit passer par le tour préliminaire de cette compétition. Depuis 2011, le champion et le vice-champion du championnat sont directement qualifiés pour la phase finale de la ligue des champions.

## Palmarès
| - 1973 : Öxabäck IF - 1974 : Jitex BK - 1975 : Öxabäck IF - 1976 : Jitex BK - 1977 : Jakobsbergs GoIF - 1978 : Öxabäck IF - 1979 : Jitex BK - 1980 : Sunnanå SK - 1981 : Jitex BK - 1982 : Sunnanå SK - 1983 : Öxabäck IF - 1984 : Jitex BK - 1985 : Hammarby IF - 1986 : Malmö FF - 1987 : Öxabäck IF - 1988 : Öxabäck IF - 1989 : Jitex BK - 1990 : Malmö FF - 1991 : Malmö FF - 1992 : Gideonsbergs IF - 1993 : Malmö FF - 1994 : Malmö FF - 1995 : Älvsjö AIK - 1996 : Älvsjö AIK - 1997 : Älvsjö AIK - 1998 : Älvsjö AIK | - 1999 : Älvsjö AIK - 2000 : Umeå IK - 2001 : Umeå IK - 2002 : Umeå IK - 2003 : Djurgården/Älvsjö - 2004 : Djurgården/Älvsjö - 2005 : Umeå IK - 2006 : Umeå IK - 2007 : Umeå IK - 2008 : Umeå IK - 2009 : Linköpings FC - 2010 : LdB FC Malmö - 2011 : LdB FC Malmö - 2012 : Tyresö FF - 2013 : LdB FC Malmö - 2014 : FC Rosengård - 2015 : FC Rosengård - 2016 : Linköpings FC - 2017 : Linköpings FC - 2018 : Piteå IF - 2019 : FC Rosengård - 2020 : Kopparbergs/Göteborg FC - 2021 : FC Rosengård - 2022 : FC Rosengård - 2023 : Hammarby IF - 2024 : FC Rosengård |

## Bilans et récompenses
Bilan par club
| Clubs                   | Titres | Années                                                                             |
| ----------------------- | ------ | ---------------------------------------------------------------------------------- |
| Malmö FF/FC Rosengård   | 14     | 1986, 1990, 1991, 1993, 1994, 2010, 2011, 2013, 2014, 2015, 2019, 2021, 2022, 2024 |
| Umeå IK                 | 7      | 2000, 2001, 2002, 2005, 2006, 2007, 2008                                           |
| Öxabäck IF              | 6      | 1973, 1975, 1978, 1983, 1987, 1988                                                 |
| Jitex BK                | 6      | 1974, 1976, 1979, 1981, 1984, 1989                                                 |
| Älvsjö AIK              | 5      | 1995, 1996, 1997, 1998, 1999                                                       |
| Linköpings FC           | 3      | 2009, 2016, 2017                                                                   |
| Hammarby IF             | 2      | 1985, 2023                                                                         |
| Sunnanå SK              | 2      | 1980, 1982                                                                         |
| Djurgården/Älvsjö       | 2      | 2003, 2004                                                                         |
| Jakobsbergs GoIF        | 1      | 1977                                                                               |
| Gideonsbergs IF         | 1      | 1992                                                                               |
| Tyresö FF               | 1      | 2012                                                                               |
| Piteå IF                | 1      | 2018                                                                               |
| Kopparbergs/Göteborg FC | 1      | 2020                                                                               |